# روستینیتس-زوونوویتسه
روستینیتس-زوونوویتسه (به چکی: Rostěnice-Zvonovice) یک منطقهٔ مسکونی در جمهوری چک است که در ناحیه ویشکوو واقع شده‌است. روستینیتس-زوونوویتسه ۷٫۴۹ کیلومتر مربع مساحت و ۵۰۳ نفر جمعیت دارد و ۲۶۰ متر بالاتر از سطح دریا واقع شده‌است.